# Перваков, Олег Викторович
Оле́г Ви́кторович Первако́в (род. 8 апреля 1960, Киров) — российский шахматный композитор, гроссмейстер по шахматной композиции (2005).
Автор примерно 500 этюдов, 90 из них отмечены отличиями, более 20 первых призов. Четырёхкратный чемпион мира по шахматной композиции (2004—2006, 2007—2009, 2013—2015 и 2016—2018 годы, раздел этюдов), двукратный чемпион СССР (1985—1986, 1987—1988) и многократный чемпион России по шахматной композиции, зам. председателя комиссии по шахматной композиции Федерации шахмат России, шахматный журналист, ответственный секретарь журнала «64 — Шахматное обозрение» (с 1995 года), директор отдела этюдов журнала «Шахматная композиция». Активно работает также как судья и организатор шахматных конкурсов. Редактор-составитель этюдных сборников седьмого чемпиона мира Василия Смыслова. Редактор десятков шахматных книг; в частности, перевёл на русский язык и отредактировал книгу Йоханана Афека «Учитесь побеждать красиво».
Закончил МВТУ им. Баумана. Начал составлять этюды и задачи в 1977 году. Своим шахматным наставником считает А. Г. Кузнецова, который руководил разделом композиции в журнале «Шахматы в СССР».
Олегу Первакову посвящены:
- книга Сергея Ткаченко «Заклинатель шахматных фигур»;
- выпущенная на голландском языке книга «Волшебные этюды Олега Первакова»;
- одиннадцатая глава книги Тибора Каройи «Гений на заднем плане» (англ. Genius in the Background, 2009).

## Избранные этюды
|   | a | b | c | d | e | f | g | h |   |
| - | --- | --- | --- | --- | --- | --- | --- | --- | - |
| 8 | a8 чёрный король · a7 белый конь · b7 чёрный слон · a6 чёрная пешка · b6 белая пешка · e2 белый слон · h2 белый король | a8 чёрный король · a7 белый конь · b7 чёрный слон · a6 чёрная пешка · b6 белая пешка · e2 белый слон · h2 белый король | a8 чёрный король · a7 белый конь · b7 чёрный слон · a6 чёрная пешка · b6 белая пешка · e2 белый слон · h2 белый король | a8 чёрный король · a7 белый конь · b7 чёрный слон · a6 чёрная пешка · b6 белая пешка · e2 белый слон · h2 белый король | a8 чёрный король · a7 белый конь · b7 чёрный слон · a6 чёрная пешка · b6 белая пешка · e2 белый слон · h2 белый король | a8 чёрный король · a7 белый конь · b7 чёрный слон · a6 чёрная пешка · b6 белая пешка · e2 белый слон · h2 белый король | a8 чёрный король · a7 белый конь · b7 чёрный слон · a6 чёрная пешка · b6 белая пешка · e2 белый слон · h2 белый король | a8 чёрный король · a7 белый конь · b7 чёрный слон · a6 чёрная пешка · b6 белая пешка · e2 белый слон · h2 белый король | 8 |
| 7 | a8 чёрный король · a7 белый конь · b7 чёрный слон · a6 чёрная пешка · b6 белая пешка · e2 белый слон · h2 белый король | a8 чёрный король · a7 белый конь · b7 чёрный слон · a6 чёрная пешка · b6 белая пешка · e2 белый слон · h2 белый король | a8 чёрный король · a7 белый конь · b7 чёрный слон · a6 чёрная пешка · b6 белая пешка · e2 белый слон · h2 белый король | a8 чёрный король · a7 белый конь · b7 чёрный слон · a6 чёрная пешка · b6 белая пешка · e2 белый слон · h2 белый король | a8 чёрный король · a7 белый конь · b7 чёрный слон · a6 чёрная пешка · b6 белая пешка · e2 белый слон · h2 белый король | a8 чёрный король · a7 белый конь · b7 чёрный слон · a6 чёрная пешка · b6 белая пешка · e2 белый слон · h2 белый король | a8 чёрный король · a7 белый конь · b7 чёрный слон · a6 чёрная пешка · b6 белая пешка · e2 белый слон · h2 белый король | a8 чёрный король · a7 белый конь · b7 чёрный слон · a6 чёрная пешка · b6 белая пешка · e2 белый слон · h2 белый король | 7 |
| 6 | a8 чёрный король · a7 белый конь · b7 чёрный слон · a6 чёрная пешка · b6 белая пешка · e2 белый слон · h2 белый король | a8 чёрный король · a7 белый конь · b7 чёрный слон · a6 чёрная пешка · b6 белая пешка · e2 белый слон · h2 белый король | a8 чёрный король · a7 белый конь · b7 чёрный слон · a6 чёрная пешка · b6 белая пешка · e2 белый слон · h2 белый король | a8 чёрный король · a7 белый конь · b7 чёрный слон · a6 чёрная пешка · b6 белая пешка · e2 белый слон · h2 белый король | a8 чёрный король · a7 белый конь · b7 чёрный слон · a6 чёрная пешка · b6 белая пешка · e2 белый слон · h2 белый король | a8 чёрный король · a7 белый конь · b7 чёрный слон · a6 чёрная пешка · b6 белая пешка · e2 белый слон · h2 белый король | a8 чёрный король · a7 белый конь · b7 чёрный слон · a6 чёрная пешка · b6 белая пешка · e2 белый слон · h2 белый король | a8 чёрный король · a7 белый конь · b7 чёрный слон · a6 чёрная пешка · b6 белая пешка · e2 белый слон · h2 белый король | 6 |
| 5 | a8 чёрный король · a7 белый конь · b7 чёрный слон · a6 чёрная пешка · b6 белая пешка · e2 белый слон · h2 белый король | a8 чёрный король · a7 белый конь · b7 чёрный слон · a6 чёрная пешка · b6 белая пешка · e2 белый слон · h2 белый король | a8 чёрный король · a7 белый конь · b7 чёрный слон · a6 чёрная пешка · b6 белая пешка · e2 белый слон · h2 белый король | a8 чёрный король · a7 белый конь · b7 чёрный слон · a6 чёрная пешка · b6 белая пешка · e2 белый слон · h2 белый король | a8 чёрный король · a7 белый конь · b7 чёрный слон · a6 чёрная пешка · b6 белая пешка · e2 белый слон · h2 белый король | a8 чёрный король · a7 белый конь · b7 чёрный слон · a6 чёрная пешка · b6 белая пешка · e2 белый слон · h2 белый король | a8 чёрный король · a7 белый конь · b7 чёрный слон · a6 чёрная пешка · b6 белая пешка · e2 белый слон · h2 белый король | a8 чёрный король · a7 белый конь · b7 чёрный слон · a6 чёрная пешка · b6 белая пешка · e2 белый слон · h2 белый король | 5 |
| 4 | a8 чёрный король · a7 белый конь · b7 чёрный слон · a6 чёрная пешка · b6 белая пешка · e2 белый слон · h2 белый король | a8 чёрный король · a7 белый конь · b7 чёрный слон · a6 чёрная пешка · b6 белая пешка · e2 белый слон · h2 белый король | a8 чёрный король · a7 белый конь · b7 чёрный слон · a6 чёрная пешка · b6 белая пешка · e2 белый слон · h2 белый король | a8 чёрный король · a7 белый конь · b7 чёрный слон · a6 чёрная пешка · b6 белая пешка · e2 белый слон · h2 белый король | a8 чёрный король · a7 белый конь · b7 чёрный слон · a6 чёрная пешка · b6 белая пешка · e2 белый слон · h2 белый король | a8 чёрный король · a7 белый конь · b7 чёрный слон · a6 чёрная пешка · b6 белая пешка · e2 белый слон · h2 белый король | a8 чёрный король · a7 белый конь · b7 чёрный слон · a6 чёрная пешка · b6 белая пешка · e2 белый слон · h2 белый король | a8 чёрный король · a7 белый конь · b7 чёрный слон · a6 чёрная пешка · b6 белая пешка · e2 белый слон · h2 белый король | 4 |
| 3 | a8 чёрный король · a7 белый конь · b7 чёрный слон · a6 чёрная пешка · b6 белая пешка · e2 белый слон · h2 белый король | a8 чёрный король · a7 белый конь · b7 чёрный слон · a6 чёрная пешка · b6 белая пешка · e2 белый слон · h2 белый король | a8 чёрный король · a7 белый конь · b7 чёрный слон · a6 чёрная пешка · b6 белая пешка · e2 белый слон · h2 белый король | a8 чёрный король · a7 белый конь · b7 чёрный слон · a6 чёрная пешка · b6 белая пешка · e2 белый слон · h2 белый король | a8 чёрный король · a7 белый конь · b7 чёрный слон · a6 чёрная пешка · b6 белая пешка · e2 белый слон · h2 белый король | a8 чёрный король · a7 белый конь · b7 чёрный слон · a6 чёрная пешка · b6 белая пешка · e2 белый слон · h2 белый король | a8 чёрный король · a7 белый конь · b7 чёрный слон · a6 чёрная пешка · b6 белая пешка · e2 белый слон · h2 белый король | a8 чёрный король · a7 белый конь · b7 чёрный слон · a6 чёрная пешка · b6 белая пешка · e2 белый слон · h2 белый король | 3 |
| 2 | a8 чёрный король · a7 белый конь · b7 чёрный слон · a6 чёрная пешка · b6 белая пешка · e2 белый слон · h2 белый король | a8 чёрный король · a7 белый конь · b7 чёрный слон · a6 чёрная пешка · b6 белая пешка · e2 белый слон · h2 белый король | a8 чёрный король · a7 белый конь · b7 чёрный слон · a6 чёрная пешка · b6 белая пешка · e2 белый слон · h2 белый король | a8 чёрный король · a7 белый конь · b7 чёрный слон · a6 чёрная пешка · b6 белая пешка · e2 белый слон · h2 белый король | a8 чёрный король · a7 белый конь · b7 чёрный слон · a6 чёрная пешка · b6 белая пешка · e2 белый слон · h2 белый король | a8 чёрный король · a7 белый конь · b7 чёрный слон · a6 чёрная пешка · b6 белая пешка · e2 белый слон · h2 белый король | a8 чёрный король · a7 белый конь · b7 чёрный слон · a6 чёрная пешка · b6 белая пешка · e2 белый слон · h2 белый король | a8 чёрный король · a7 белый конь · b7 чёрный слон · a6 чёрная пешка · b6 белая пешка · e2 белый слон · h2 белый король | 2 |
| 1 | a8 чёрный король · a7 белый конь · b7 чёрный слон · a6 чёрная пешка · b6 белая пешка · e2 белый слон · h2 белый король | a8 чёрный король · a7 белый конь · b7 чёрный слон · a6 чёрная пешка · b6 белая пешка · e2 белый слон · h2 белый король | a8 чёрный король · a7 белый конь · b7 чёрный слон · a6 чёрная пешка · b6 белая пешка · e2 белый слон · h2 белый король | a8 чёрный король · a7 белый конь · b7 чёрный слон · a6 чёрная пешка · b6 белая пешка · e2 белый слон · h2 белый король | a8 чёрный король · a7 белый конь · b7 чёрный слон · a6 чёрная пешка · b6 белая пешка · e2 белый слон · h2 белый король | a8 чёрный король · a7 белый конь · b7 чёрный слон · a6 чёрная пешка · b6 белая пешка · e2 белый слон · h2 белый король | a8 чёрный король · a7 белый конь · b7 чёрный слон · a6 чёрная пешка · b6 белая пешка · e2 белый слон · h2 белый король | a8 чёрный король · a7 белый конь · b7 чёрный слон · a6 чёрная пешка · b6 белая пешка · e2 белый слон · h2 белый король | 1 |
|   | a | b | c | d | e | f | g | h |   |

1. Крg1!! (чтобы выиграть темп на 4-м ходу) Сd5

2. С:a6 Сb7

3. Сc4! Сf3 (иначе 4. Кb5)

4. Крf2 Сh1

5. Сe6 Крb7

6. Кc8 Крa6

7. Крe3 Сb7

8. Сc4+ Крa5

9. Крd4!! С:c8

10. Крc5 Сb7

11. Сb5! Сc8

12. Крc6 Сd7+

13. Крc7, и пешка проходит в ферзи.
|   | a | b | c | d | e | f | g | h |   |
| - | --- | --- | --- | --- | --- | --- | --- | --- | - |
| 8 | d8 чёрная ладья · g7 белая пешка · a6 чёрный слон · d6 белая пешка · h6 чёрный король · d5 белый конь · e4 чёрная пешка · e3 белая пешка · a2 белая пешка · g2 белый конь · h1 белый король | d8 чёрная ладья · g7 белая пешка · a6 чёрный слон · d6 белая пешка · h6 чёрный король · d5 белый конь · e4 чёрная пешка · e3 белая пешка · a2 белая пешка · g2 белый конь · h1 белый король | d8 чёрная ладья · g7 белая пешка · a6 чёрный слон · d6 белая пешка · h6 чёрный король · d5 белый конь · e4 чёрная пешка · e3 белая пешка · a2 белая пешка · g2 белый конь · h1 белый король | d8 чёрная ладья · g7 белая пешка · a6 чёрный слон · d6 белая пешка · h6 чёрный король · d5 белый конь · e4 чёрная пешка · e3 белая пешка · a2 белая пешка · g2 белый конь · h1 белый король | d8 чёрная ладья · g7 белая пешка · a6 чёрный слон · d6 белая пешка · h6 чёрный король · d5 белый конь · e4 чёрная пешка · e3 белая пешка · a2 белая пешка · g2 белый конь · h1 белый король | d8 чёрная ладья · g7 белая пешка · a6 чёрный слон · d6 белая пешка · h6 чёрный король · d5 белый конь · e4 чёрная пешка · e3 белая пешка · a2 белая пешка · g2 белый конь · h1 белый король | d8 чёрная ладья · g7 белая пешка · a6 чёрный слон · d6 белая пешка · h6 чёрный король · d5 белый конь · e4 чёрная пешка · e3 белая пешка · a2 белая пешка · g2 белый конь · h1 белый король | d8 чёрная ладья · g7 белая пешка · a6 чёрный слон · d6 белая пешка · h6 чёрный король · d5 белый конь · e4 чёрная пешка · e3 белая пешка · a2 белая пешка · g2 белый конь · h1 белый король | 8 |
| 7 | d8 чёрная ладья · g7 белая пешка · a6 чёрный слон · d6 белая пешка · h6 чёрный король · d5 белый конь · e4 чёрная пешка · e3 белая пешка · a2 белая пешка · g2 белый конь · h1 белый король | d8 чёрная ладья · g7 белая пешка · a6 чёрный слон · d6 белая пешка · h6 чёрный король · d5 белый конь · e4 чёрная пешка · e3 белая пешка · a2 белая пешка · g2 белый конь · h1 белый король | d8 чёрная ладья · g7 белая пешка · a6 чёрный слон · d6 белая пешка · h6 чёрный король · d5 белый конь · e4 чёрная пешка · e3 белая пешка · a2 белая пешка · g2 белый конь · h1 белый король | d8 чёрная ладья · g7 белая пешка · a6 чёрный слон · d6 белая пешка · h6 чёрный король · d5 белый конь · e4 чёрная пешка · e3 белая пешка · a2 белая пешка · g2 белый конь · h1 белый король | d8 чёрная ладья · g7 белая пешка · a6 чёрный слон · d6 белая пешка · h6 чёрный король · d5 белый конь · e4 чёрная пешка · e3 белая пешка · a2 белая пешка · g2 белый конь · h1 белый король | d8 чёрная ладья · g7 белая пешка · a6 чёрный слон · d6 белая пешка · h6 чёрный король · d5 белый конь · e4 чёрная пешка · e3 белая пешка · a2 белая пешка · g2 белый конь · h1 белый король | d8 чёрная ладья · g7 белая пешка · a6 чёрный слон · d6 белая пешка · h6 чёрный король · d5 белый конь · e4 чёрная пешка · e3 белая пешка · a2 белая пешка · g2 белый конь · h1 белый король | d8 чёрная ладья · g7 белая пешка · a6 чёрный слон · d6 белая пешка · h6 чёрный король · d5 белый конь · e4 чёрная пешка · e3 белая пешка · a2 белая пешка · g2 белый конь · h1 белый король | 7 |
| 6 | d8 чёрная ладья · g7 белая пешка · a6 чёрный слон · d6 белая пешка · h6 чёрный король · d5 белый конь · e4 чёрная пешка · e3 белая пешка · a2 белая пешка · g2 белый конь · h1 белый король | d8 чёрная ладья · g7 белая пешка · a6 чёрный слон · d6 белая пешка · h6 чёрный король · d5 белый конь · e4 чёрная пешка · e3 белая пешка · a2 белая пешка · g2 белый конь · h1 белый король | d8 чёрная ладья · g7 белая пешка · a6 чёрный слон · d6 белая пешка · h6 чёрный король · d5 белый конь · e4 чёрная пешка · e3 белая пешка · a2 белая пешка · g2 белый конь · h1 белый король | d8 чёрная ладья · g7 белая пешка · a6 чёрный слон · d6 белая пешка · h6 чёрный король · d5 белый конь · e4 чёрная пешка · e3 белая пешка · a2 белая пешка · g2 белый конь · h1 белый король | d8 чёрная ладья · g7 белая пешка · a6 чёрный слон · d6 белая пешка · h6 чёрный король · d5 белый конь · e4 чёрная пешка · e3 белая пешка · a2 белая пешка · g2 белый конь · h1 белый король | d8 чёрная ладья · g7 белая пешка · a6 чёрный слон · d6 белая пешка · h6 чёрный король · d5 белый конь · e4 чёрная пешка · e3 белая пешка · a2 белая пешка · g2 белый конь · h1 белый король | d8 чёрная ладья · g7 белая пешка · a6 чёрный слон · d6 белая пешка · h6 чёрный король · d5 белый конь · e4 чёрная пешка · e3 белая пешка · a2 белая пешка · g2 белый конь · h1 белый король | d8 чёрная ладья · g7 белая пешка · a6 чёрный слон · d6 белая пешка · h6 чёрный король · d5 белый конь · e4 чёрная пешка · e3 белая пешка · a2 белая пешка · g2 белый конь · h1 белый король | 6 |
| 5 | d8 чёрная ладья · g7 белая пешка · a6 чёрный слон · d6 белая пешка · h6 чёрный король · d5 белый конь · e4 чёрная пешка · e3 белая пешка · a2 белая пешка · g2 белый конь · h1 белый король | d8 чёрная ладья · g7 белая пешка · a6 чёрный слон · d6 белая пешка · h6 чёрный король · d5 белый конь · e4 чёрная пешка · e3 белая пешка · a2 белая пешка · g2 белый конь · h1 белый король | d8 чёрная ладья · g7 белая пешка · a6 чёрный слон · d6 белая пешка · h6 чёрный король · d5 белый конь · e4 чёрная пешка · e3 белая пешка · a2 белая пешка · g2 белый конь · h1 белый король | d8 чёрная ладья · g7 белая пешка · a6 чёрный слон · d6 белая пешка · h6 чёрный король · d5 белый конь · e4 чёрная пешка · e3 белая пешка · a2 белая пешка · g2 белый конь · h1 белый король | d8 чёрная ладья · g7 белая пешка · a6 чёрный слон · d6 белая пешка · h6 чёрный король · d5 белый конь · e4 чёрная пешка · e3 белая пешка · a2 белая пешка · g2 белый конь · h1 белый король | d8 чёрная ладья · g7 белая пешка · a6 чёрный слон · d6 белая пешка · h6 чёрный король · d5 белый конь · e4 чёрная пешка · e3 белая пешка · a2 белая пешка · g2 белый конь · h1 белый король | d8 чёрная ладья · g7 белая пешка · a6 чёрный слон · d6 белая пешка · h6 чёрный король · d5 белый конь · e4 чёрная пешка · e3 белая пешка · a2 белая пешка · g2 белый конь · h1 белый король | d8 чёрная ладья · g7 белая пешка · a6 чёрный слон · d6 белая пешка · h6 чёрный король · d5 белый конь · e4 чёрная пешка · e3 белая пешка · a2 белая пешка · g2 белый конь · h1 белый король | 5 |
| 4 | d8 чёрная ладья · g7 белая пешка · a6 чёрный слон · d6 белая пешка · h6 чёрный король · d5 белый конь · e4 чёрная пешка · e3 белая пешка · a2 белая пешка · g2 белый конь · h1 белый король | d8 чёрная ладья · g7 белая пешка · a6 чёрный слон · d6 белая пешка · h6 чёрный король · d5 белый конь · e4 чёрная пешка · e3 белая пешка · a2 белая пешка · g2 белый конь · h1 белый король | d8 чёрная ладья · g7 белая пешка · a6 чёрный слон · d6 белая пешка · h6 чёрный король · d5 белый конь · e4 чёрная пешка · e3 белая пешка · a2 белая пешка · g2 белый конь · h1 белый король | d8 чёрная ладья · g7 белая пешка · a6 чёрный слон · d6 белая пешка · h6 чёрный король · d5 белый конь · e4 чёрная пешка · e3 белая пешка · a2 белая пешка · g2 белый конь · h1 белый король | d8 чёрная ладья · g7 белая пешка · a6 чёрный слон · d6 белая пешка · h6 чёрный король · d5 белый конь · e4 чёрная пешка · e3 белая пешка · a2 белая пешка · g2 белый конь · h1 белый король | d8 чёрная ладья · g7 белая пешка · a6 чёрный слон · d6 белая пешка · h6 чёрный король · d5 белый конь · e4 чёрная пешка · e3 белая пешка · a2 белая пешка · g2 белый конь · h1 белый король | d8 чёрная ладья · g7 белая пешка · a6 чёрный слон · d6 белая пешка · h6 чёрный король · d5 белый конь · e4 чёрная пешка · e3 белая пешка · a2 белая пешка · g2 белый конь · h1 белый король | d8 чёрная ладья · g7 белая пешка · a6 чёрный слон · d6 белая пешка · h6 чёрный король · d5 белый конь · e4 чёрная пешка · e3 белая пешка · a2 белая пешка · g2 белый конь · h1 белый король | 4 |
| 3 | d8 чёрная ладья · g7 белая пешка · a6 чёрный слон · d6 белая пешка · h6 чёрный король · d5 белый конь · e4 чёрная пешка · e3 белая пешка · a2 белая пешка · g2 белый конь · h1 белый король | d8 чёрная ладья · g7 белая пешка · a6 чёрный слон · d6 белая пешка · h6 чёрный король · d5 белый конь · e4 чёрная пешка · e3 белая пешка · a2 белая пешка · g2 белый конь · h1 белый король | d8 чёрная ладья · g7 белая пешка · a6 чёрный слон · d6 белая пешка · h6 чёрный король · d5 белый конь · e4 чёрная пешка · e3 белая пешка · a2 белая пешка · g2 белый конь · h1 белый король | d8 чёрная ладья · g7 белая пешка · a6 чёрный слон · d6 белая пешка · h6 чёрный король · d5 белый конь · e4 чёрная пешка · e3 белая пешка · a2 белая пешка · g2 белый конь · h1 белый король | d8 чёрная ладья · g7 белая пешка · a6 чёрный слон · d6 белая пешка · h6 чёрный король · d5 белый конь · e4 чёрная пешка · e3 белая пешка · a2 белая пешка · g2 белый конь · h1 белый король | d8 чёрная ладья · g7 белая пешка · a6 чёрный слон · d6 белая пешка · h6 чёрный король · d5 белый конь · e4 чёрная пешка · e3 белая пешка · a2 белая пешка · g2 белый конь · h1 белый король | d8 чёрная ладья · g7 белая пешка · a6 чёрный слон · d6 белая пешка · h6 чёрный король · d5 белый конь · e4 чёрная пешка · e3 белая пешка · a2 белая пешка · g2 белый конь · h1 белый король | d8 чёрная ладья · g7 белая пешка · a6 чёрный слон · d6 белая пешка · h6 чёрный король · d5 белый конь · e4 чёрная пешка · e3 белая пешка · a2 белая пешка · g2 белый конь · h1 белый король | 3 |
| 2 | d8 чёрная ладья · g7 белая пешка · a6 чёрный слон · d6 белая пешка · h6 чёрный король · d5 белый конь · e4 чёрная пешка · e3 белая пешка · a2 белая пешка · g2 белый конь · h1 белый король | d8 чёрная ладья · g7 белая пешка · a6 чёрный слон · d6 белая пешка · h6 чёрный король · d5 белый конь · e4 чёрная пешка · e3 белая пешка · a2 белая пешка · g2 белый конь · h1 белый король | d8 чёрная ладья · g7 белая пешка · a6 чёрный слон · d6 белая пешка · h6 чёрный король · d5 белый конь · e4 чёрная пешка · e3 белая пешка · a2 белая пешка · g2 белый конь · h1 белый король | d8 чёрная ладья · g7 белая пешка · a6 чёрный слон · d6 белая пешка · h6 чёрный король · d5 белый конь · e4 чёрная пешка · e3 белая пешка · a2 белая пешка · g2 белый конь · h1 белый король | d8 чёрная ладья · g7 белая пешка · a6 чёрный слон · d6 белая пешка · h6 чёрный король · d5 белый конь · e4 чёрная пешка · e3 белая пешка · a2 белая пешка · g2 белый конь · h1 белый король | d8 чёрная ладья · g7 белая пешка · a6 чёрный слон · d6 белая пешка · h6 чёрный король · d5 белый конь · e4 чёрная пешка · e3 белая пешка · a2 белая пешка · g2 белый конь · h1 белый король | d8 чёрная ладья · g7 белая пешка · a6 чёрный слон · d6 белая пешка · h6 чёрный король · d5 белый конь · e4 чёрная пешка · e3 белая пешка · a2 белая пешка · g2 белый конь · h1 белый король | d8 чёрная ладья · g7 белая пешка · a6 чёрный слон · d6 белая пешка · h6 чёрный король · d5 белый конь · e4 чёрная пешка · e3 белая пешка · a2 белая пешка · g2 белый конь · h1 белый король | 2 |
| 1 | d8 чёрная ладья · g7 белая пешка · a6 чёрный слон · d6 белая пешка · h6 чёрный король · d5 белый конь · e4 чёрная пешка · e3 белая пешка · a2 белая пешка · g2 белый конь · h1 белый король | d8 чёрная ладья · g7 белая пешка · a6 чёрный слон · d6 белая пешка · h6 чёрный король · d5 белый конь · e4 чёрная пешка · e3 белая пешка · a2 белая пешка · g2 белый конь · h1 белый король | d8 чёрная ладья · g7 белая пешка · a6 чёрный слон · d6 белая пешка · h6 чёрный король · d5 белый конь · e4 чёрная пешка · e3 белая пешка · a2 белая пешка · g2 белый конь · h1 белый король | d8 чёрная ладья · g7 белая пешка · a6 чёрный слон · d6 белая пешка · h6 чёрный король · d5 белый конь · e4 чёрная пешка · e3 белая пешка · a2 белая пешка · g2 белый конь · h1 белый король | d8 чёрная ладья · g7 белая пешка · a6 чёрный слон · d6 белая пешка · h6 чёрный король · d5 белый конь · e4 чёрная пешка · e3 белая пешка · a2 белая пешка · g2 белый конь · h1 белый король | d8 чёрная ладья · g7 белая пешка · a6 чёрный слон · d6 белая пешка · h6 чёрный король · d5 белый конь · e4 чёрная пешка · e3 белая пешка · a2 белая пешка · g2 белый конь · h1 белый король | d8 чёрная ладья · g7 белая пешка · a6 чёрный слон · d6 белая пешка · h6 чёрный король · d5 белый конь · e4 чёрная пешка · e3 белая пешка · a2 белая пешка · g2 белый конь · h1 белый король | d8 чёрная ладья · g7 белая пешка · a6 чёрный слон · d6 белая пешка · h6 чёрный король · d5 белый конь · e4 чёрная пешка · e3 белая пешка · a2 белая пешка · g2 белый конь · h1 белый король | 1 |
|   | a | b | c | d | e | f | g | h |   |

1. Кgf4 Сc8! (1… Сc4 2. Кe6 Лb8 3. Кdc7) 

2. g8Ф! (2. Кe7? Кр: g7 3. К:c8 Л:c8 4.d7 Лh8+! 5. Крg2 Крf6 с ничьей) Л:g8

3. Кe7 Лh8 

4. К:c8 Крg5+ 

5. Крg1!! (но не 5. Крg2? — см. 8-й ход белых) Л:c8

6. d7 Лg8! 

7. d8Л! Крh4+!

8. Кg2+! Крh3

9. Лd2! и выигрывают

## Книги и статьи Олега Первакова
- Дворецкий М. И., Перваков О. В. Этюды для практиков. М.: ОАО «Типография „Новости“», 2009. ISBN 978-5-88149-331-8.
- Перваков О. В. Мы шагаем дружно в ряд.
- Перваков О. В. Обречённая идти вперед. Архивная копия от 10 сентября 2009 на Wayback Machine
- Перваков О. В. Угол левый, угол правый. Архивная копия от 6 марта 2016 на Wayback Machine
- Перваков О. В. Шахматная композиция и чемпионы мира. Архивная копия от 7 марта 2016 на Wayback Machine
- Перваков О. В. Этюды об этюдах. Архивная копия от 31 января 2017 на Wayback Machine
- Дворецкий М. И., Перваков О. В. Этюд и партия едины. М.: Библиотека ФШР, 2018. ISBN 978-5-907077-03-4.
- Перваков О. В. Шахматный этюд как искусство. — М. : Библиотека ФШР, 2023. — 224 с. — ISBN 978-5-907077-69-0.